# Tulle (tessuto)
Il tulle è un tessuto creato da fili che si intrecciano in modo molto aperto, creando una rete trasparente ma molto stabile. Il suo nome viene dalla città francese di Tulle.

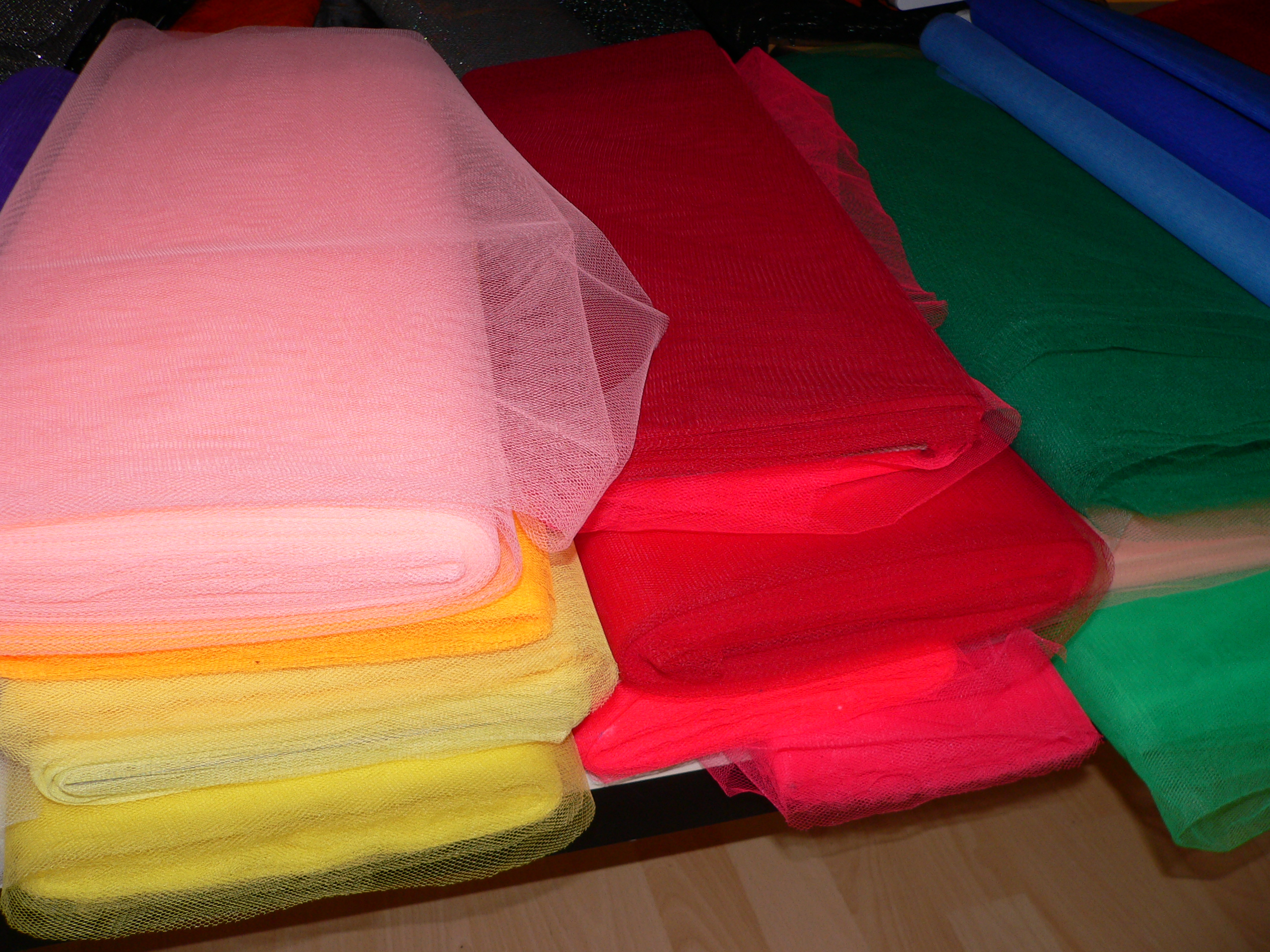
Pezze di tulle

## Storia
Il tulle moderno si cominciò a produrre in Inghilterra dopo l'invenzione della bobbinet machine messa a punto da  John Heathcoat nel 1806. Una macchina costruita su suo disegno originale è tuttora in funzione a Chard nel Somerset.

## Struttura

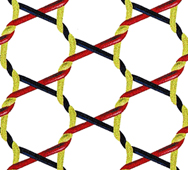
Garza a giro inglese

Tecnicamente è una garza a giro inglese che si ottiene usando un particolare telaio con una montatura che prevede l'uso di apposite maglie. Nelle garze a giro inglese alcuni fili (fili di giro), inseriti nelle maglie apposite, compiono movimenti sinuosi, a cavallo di altri fili (fili dritti). Ne risulta un intreccio rarefatto, con fori ottagonali, solido, resistente e duraturo.

## Uso
Il tulle trova impiego in molti campi: 
- Arredamento: per tendaggi e zanzariere
- Abbigliamento femminile: per biancheria fine, volant e applicazioni su abiti
- Matrimonio: nella confezione di abiti e veli da sposa, nelle bomboniere, negli addobbi
- Danza: elemento fondamentale nella confezione dei tutù
- Decorazione: per fiocchi e decorazioni, molto usato per confezioni fioristiche e dolciarie
- Vetrinistica
- Costumi: per travestimenti carnevaleschi e teatrali
- Industria: per filtri, retine e copricapi nel settore alimentare
- Ricamo
- Teatro: il tulle teatrale ha la particolarità, molto apprezzata in scenografia di essere semi-trasparente quando retro-illuminato e opaco quando illuminato da davanti

## Materiali
Può essere realizzato con differenti materiali che ne determinano le caratteristiche e la mano morbida o rigida, i filati generalmente sono molto sottili e ritorti, in fibre tessili naturali: cotone, seta e o sintetiche: cupro, poliestere, nylon, lurex.